# Elizabeth Gaskell
Elizabeth Cleghorn Gaskell, z domu Stevenson (ur. 29 września 1810, zm. 12 listopada 1865), często nazywana po prostu Panią Gaskell – angielska pisarka z czasów wiktoriańskich. Najbardziej znana jest z biografii pisarki Charlotte Brontë. Jej powieści są portretem życia różnych warstw społecznych.

## Wczesne lata
Elizabeth Stevenson urodziła się w 1810 roku w domu o numerze 93 przy Cheyne Walk w Chelsea, które było wtedy przedmieściem Londynu. Jej matka, Elizabeth Holland, pochodziła z wpływowej rodziny ze środkowej Anglii. Zmarła w 1812 roku, gdy Elizabeth była jeszcze dzieckiem. Elizabeth była jedną z ośmiorga dzieci, wśród których tylko ona i jej brat John (urodzony w 1806) przeżyli dzieciństwo. John, pływając w Marynarce Handlowej, zaginął w 1827 roku w drodze do Indii.
Ojciec Elizabeth, William Stevenson, który był pastorem kościoła unitariańskiego i pisarzem, ożenił się ponownie po śmierci żony.
Elizabeth większość dzieciństwa spędziła w Cheshire, gdzie mieszkała z ciotką, Hannah Lumb, w Knutsford, miejscowości będącej pierwowzorem Cranford z powieści pod tym samym tytułem.
Spędziła również trochę czasu w Newcastle upon Tyne (z wielebnym Williamem Turnerem) i w Edynburgu. Jej macocha była siostrą szkockiego artysty, Williama Johna Thomsona, który specjalizował się w miniaturach i w 1832 namalował portret Elizabeth. W tym samym roku Elizabeth poślubiła Williama Gaskella, pastora kaplicy unitariańskiej przy Cross Street w Manchesterze, który robił karierę jako pisarz. Miesiąc miodowy spędzili w Północnej Walii, zatrzymali się u wuja Elizabeth, Samuela Hollanda, mieszkającego blisko Porthmadog.

## Małżeńskie życie w Plymouth Grove
Gaskellowie zamieszkali w Manchesterze, mieście przemysłowym, które stało się inspiracją do pisania powieści. Mieli kilkoro dzieci: córkę, urodzoną martwą w 1833 roku, następnie była Marianne (1834), Margaret Emily (1837), znaną jako Meta, Florence Elizabeth (1842), Williama (1844–1845) i Julię Bradford (1846). Później, w 1862 roku, Florence poślubiła adwokata Charlesa Cromptona.
Po publikacji pierwszej książki w 1850 roku wynajęli willę w Plymouth Grove, gdzie Gaskell mieszkała przez 15 lat – aż do śmierci. Oprócz jednej, wszystkie książki napisała w Plymouth Grove. Kręgi, w jakich obracali się Gaskellowie, obejmowały wielkich pisarzy, innowierców i reformatorów społecznych, takich jak William i Mary Howitt. Dom przy Plymouth Grove odwiedzali Charles Dickens, John Ruskin, Harriet Beecher Stowe czy amerykański pisarz Charles Eliot Norton, zaś dyrygent Charles Hallé mieszkał blisko i uczył jedną z córek Gaskell gry na fortepianie. Charlotte Brontë, bliska przyjaciółka Gaskell, odwiedziła ją trzy razy, zaś raz schowała się za zasłoną w pokoju gościnnym, gdyż była zbyt nieśmiała, by spotkać się z innymi gośćmi Gaskell.
Elisabeth Gaskell zmarła w Holybourne w Hampshire w 1865 roku w wieku 55 lat. Dom przy Plymouth Grove, znany jako Gaskell House, był w posiadaniu rodziny Gaskellów do 1913 roku.

## Twórczość
Pierwsza powieść Gaskell, Mary Barton, została anonimowo opublikowana w 1848 roku. Najbardziej znanymi powieściami są Cranford (1853), North and South (1854) i Wives and Daughters (1865). Stała się popularna głównie dzięki historiom o duchach, w których pisaniu wspierał ją Charles Dickens i który publikował je w magazynie „Household Words”. Styl tych opowiadań, zaliczanych do fikcji gotyckiej, był zupełnie inny od stylu, który stosowała w powieściach.
Gaskell ponadto napisała pierwszą biografię Charlotte Brontë, która odegrała znaczną rolę w odbiorze tej pisarki.

### Powieści
- Mary Barton (1848) (polskie wydanie: Mary Barton, Państwowy Instytut Wydawniczy, 1956)
- Cranford (1851–1853) (polskie wydania: Panie z Cranford, Czytelnik, 1970, Świat Książki, 2015; Cranford, Poligraf, 2012)
- Ruth (1853) (polskie wydanie: Ruth, wydawnictwo MG, 2013)
- North and South (1854–1855) (polskie wydania: Północ Południe, t. 1–2, Elipsa 2011; Północ i Południe, Świat Książki, 2011, 2014, 2015)
- Lois the Witch (1861) (polskie wydanie: Panna Lois od czarów, C & T Crime & Thriller, 2015)
- Sylvia's Lovers (1863)
- Cousin Phillis (1864) (polskie wydanie: Kuzynka Phillis, C & T Crime & Thriller, 2014)
- Wives and Daughters: An Everyday Story (1865) (polskie wydanie: Żony i córki: historia codzienna, Świat Książki, 2012, 2014)

### Kolekcje
- The Moorland Cottage (1850)
- The Old Nurse’s Story (1852)
- Lizzie Leigh (1855)
- My Lady Ludlow (1859)
- Round the Sofa (1859)
- A Dark Night’s Work (1863)

### Opowiadania
- Christmas Storms and Sunshine (1848)
- The Squire’s Story (1853)
- Half a Life-time Ago (1855)
- An Accursed Race (1855)
- The Manchester Marriage (1858), rozdział „A House to Let”, napisanej wspólnie z Charlesem Dickensem, Wilkie Collinsem i Adelaide Anne Procter
- The Half-brothers (1859)
- The Grey Woman (1861) (polskie wydanie: Szara dama. Nowela, Księgarnia Św. Wojciecha, 1926)